# Moacir Rodrigues dos Santos
Moacir Rodrigues dos Santos (Timóteo, 21 marzo 1970 – Belo Horizonte, 20 luglio 2024) è stato un calciatore brasiliano, di ruolo centrocampista.

## Biografia
Moacir Rodrigues dos Santos nacque il 21 marzo 1970 a Timóteo, nello stato di Minas Gerais.
Iniziò a giocare a calcio professionistico con il club brasiliano Atlético Mineiro dove, dopo cinque stagioni di alto livello culminate in un prestito al Corinthians, fece il salto in Europa per firmare con l'Atlético Madrid. Il club raggiunse un accordo per ingaggiarlo nel maggio 1993, pagando 200 milioni di pesetas per il suo trasferimento, a condizione che rimanesse al suo club d'origine fino alla fine di luglio, per poter disputare la fase finale del Campionato Paulista. Tuttavia, nonostante le grandi aspettative riposte nel suo acquisto, non riuscì a convincere e, dopo aver giocato undici partite, finì per essere nuovamente prestato al Corinthians per concludere la stagione lì.
Nell'estate del 1994, fu trasferito al Siviglia FC nell'ambito di un accordo, incluso anche il trasferimento dei suoi compagni di squadra Pedro e Juanito all'Atlético, in cambio di 150 milioni di pesetas e dell'acquisto di Simeone all'Atlético Madrid. Delle tre stagioni per cui venne inizialmente ingaggiato, ne giocò solo una e mezza, tornando all'Atlético Mineiro. In seguito continuò a giocare per il resto della sua carriera a Rio (tranne la stagione 1997-1998, quando firmò per il Verdy Kawasaki in Giappone), giocando per squadre come l'Associação Portuguesa de Desportos de São Paulo, l'Ituano Futebol Clube e infine l'Uberaba SC, dove si ritirò nel 2004.
Morì a Belo Horizonte il 20 luglio 2024 all'età di 54 anni.

## Palmarès

### Club

#### Competizioni statali
- Campionato Mineiro: 3

Atletico Mineiro: 1988, 1989, 1991
- Campionato paulista: 1

Ituano: 2002

#### Competizioni internazionali
- Coppa CONMEBOL: 1

Atletico Mineiro: 1992